# GrapheneOS
GrapheneOS este un sistem de operare mobil axat pe confidențialitate și securitate, compatibil cu aplicațiile Android, dezvoltat ca un proiect open-source non-profit. Acesta se concentrează pe cercetarea și dezvoltarea tehnologiei de confidențialitate și securitate, inclusiv îmbunătățiri substanțiale ale sandboxing-ului, atenuarea exploatărilor și modelul de permisiune.

## Telefoane compatibile
GrapheneOS are suport oficial pentru următoarele telefoane:
- Pixel 6 Pro (raven)
- Pixel 6 (oriole)
- Pixel 5a (barbet)
- Pixel 5 (redfin)
- Pixel 4a (5G) (bramble)
- Pixel 4a (sunfish)
- Pixel 4 XL (coral)
- Pixel 4 (flame)
- Pixel 3a XL (bonito)
- Pixel 3a (sargo)
- Pixel 3 XL (crosshatch) (update-uri incomplete)
- Pixel 3 (blueline) (update-uri incomplete)